# Los Niños Mutantes

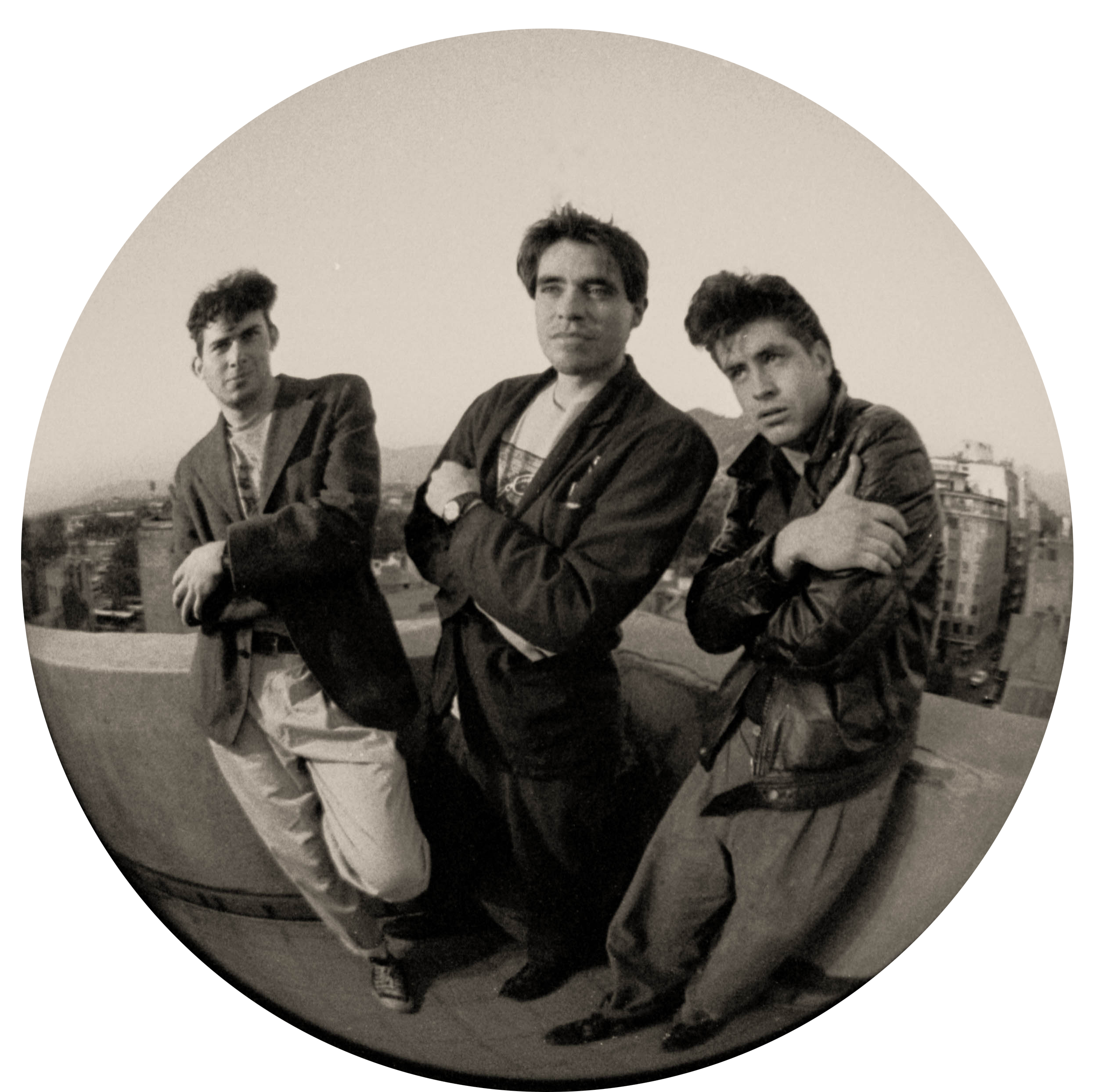
Los Niños Mutantes, 1989 Santiago, Chile

Los Niños Mutantes fue una banda chilena de post-punk. Se formó en 1985 en Santiago de Chile y tocó hasta 1990. Junto a Los Jorobados, Orgasmo y Pinochet Boys constituyeron la punta de lanza del punk chileno ochentero.
Sus letras trataban la realidad política y global de fines de siglo. Tocaron en lugares que en los años 80 de Santiago daban acceso a la música, como el Garage Matucana, El Trolley y universidades. Su última actuación fue en la ENART (Encuentro Nacional de Arte y Cultura) en 1990 en la Estación Mapocho, en el primer encuentro multidisciplinar de artes creado tras la vuelta a la democracia en 1989.http://www.memoriachilena.cl/archivos2/pdfs/MC0069107.pdf (enlace roto disponible en Internet Archive; véase el historial, la primera versión y la última).

## Integrantes
- Felipe Moya - voz y letras
- Sergio Gómez - ex Planta Baja, guitarra, música y voz
- Claudio Gajardo - ex Planta Baja y ex Parkinson, donde firmaba con su segundo apellido, Banegas, bajo. En 1988, Gajardo fue reemplazado por Erick del Valle.

La sección rítmica estaba a cargo de la batería programable Casio RZ-1 que había pertenecido a Los Prisioneros. 